# 鈴木邦夫
鈴木 邦夫（すずき くにお）は、日本の元俳優、スーツアクター。

## 人物
『ウルトラマン』『ウルトラセブン』で多くの怪獣のスーツアクターを担当した。
『ウルトラマン』など、怪獣の着ぐるみを着用する演技をする際は、怪獣の着ぐるみを造形していた高山良策から贈られた火薬防御用のヘルメットを被って演技していたというエピソードがある。ただし、ほかの着ぐるみ俳優もヘルメットを装着した写真が存在するので、鈴木だけがヘルメットを装着しているというわけではない。
引退後は、アトラクションショーの企画会社を設立した。

## 出演作品

### 映画
- キングコング対ゴジラ（1962年） - 大安丸船員
- フランケンシュタイン対地底怪獣（1965年） - 潜水艦乗組員

### テレビ
- ウルトラマン
  - 第2話「侵略者を撃て」（1966年） - 防衛隊員 ※ノンクレジット[4]
  - 第19話「悪魔はふたたび」（1966年） - 青色発砲怪獣アボラス（一部）[5]※ノンクレジット
  - 第21話「噴煙突破せよ」（1966年） - 毒ガス怪獣ケムラー[6]
  - 第22話「地上破壊工作」（1966年） - 地底怪獣テレスドン[7]
  - 第25話「怪彗星ツイフォン」（1967年） - どくろ怪獣レッドキング（二代目）[8]
  - 第26・27話「怪獣殿下（前・後編）」（1967年） - 古代怪獣ゴモラ[9]
  - 第28話「人間標本5・6」（1967年） - 三面怪人ダダ[10]
  - 第30話「まぼろしの雪山」（1967年） - 伝説怪獣ウー[11]、飯田村の村人 [2役]
  - 第32話「果てしなき逆襲」（1967年） - 灼熱怪獣ザンボラー[12]
  - 第35話「怪獣墓場」（1967年） - 亡霊怪獣シーボーズ[13]
  - 第36話「撃つな! アラシ」（1967年） - 変身怪獣ザラガス[14]
- 快獣ブースカ（1966年 - 1967年） - ブースカ
- ウルトラセブン ※ノンクレジットを含む[注釈 1]
  - 第3話「湖のひみつ」（1967年） - 宇宙怪獣エレキング[注釈 2]
  - 第10話「怪しい隣人」（1967年） - 異次元宇宙人イカルス星人[18][17]
  - 第11話「魔の山へ飛べ」（1967年） - 岩見山の牧童B[17]
  - 第16話「闇に光る目」（1968年） - 捜索隊の一員
  - 第18話「空間X脱出」（1968年）  - 音波怪人ベル星人[18][17]
  - 第23話「明日を捜せ」（1968年） - 猛毒怪獣ガブラ[18][17]
  - 第24話「北へ還れ!」（1968年） - カプセル怪獣ウインダム[19]
  - 第25話「零下140度の対決」（1968年） - カプセル怪獣ミクラス[19][17]
  - 第26話「超兵器R1号」（1968年） - 再生怪獣ギエロン星獣[18][17]
  - 第27話「サイボーグ作戦」（1968年） - 甲冑星人ボーグ星人[17]
  - 第28話「700キロを突っ走れ!」（1968年） - 戦車怪獣 恐竜戦車[18]
  - 第30話「栄光は誰のために」（1968年） - プラスチック怪人プラチク星人[18][17]
  - 第32話「散歩する惑星」（1968年） - カプセル怪獣アギラ[注釈 3]
  - 第35話「月世界の戦慄」（1968年） - 復讐怪人ザンパ星人[21]
  - 第36話「必殺の0.1秒」（1968年） - 催眠宇宙人ペガ星人[17]
  - 第37話「盗まれたウルトラ・アイ」（1968年） - ダンプカーの運転手
  - 第45話「円盤が来た」（1968年） - サイケ宇宙人ペロリンガ星人[17] ※本編部分
- 渥美清の泣いてたまるか 第66話「おゝ怪獣日本一」（1968年） - 怪獣スーツアクター